# Râul Bârlad între Zorleni și Gura Gârbăvoțului (sit SCI)
Râul Bârlad între Zorleni și Gura Gârbăvoțului este o arie protejată (sit de importanță comunitară — SCI) din România, desemnată în scopul protejării biodiversității și menținerii într-o stare de conservare favorabilă a florei spontane și faunei sălbatice, precum și a habitatelor naturale de interes comunitar aflate în arealul zonei de protecție. Aceasta este întinsă pe o suprafață de 2.478,8 ha, integral pe uscat.

## Localizare
Centrul sitului Râul Bârlad între Zorleni și Gura Gârbăvoțului este situat la coordonatele 46°12′24″N 27°40′11″E / 46.20675°N 27.66963°E. Situl se întinde pe teritoriile administrative ale comunelor Bălășești și Cerțești din județul Galați și pe cele ale comunelor Băcani, Fruntișeni, Grivița, Pochidia, Tutova, Vinderei și Zorleni; și pe cel al municipiului Bârlad din județul Vaslui.

## Înființare
Situl Râul Bârlad între Zorleni și Gura Gârbăvoțului a fost declarat sit de importanță comunitară (ROSCI0360) în septembrie 2011 pentru a proteja 9 specii de animale. Acesta se suprapune parțial cu aria de protecție specială avifaunistică Râul Bârlad între Zorleni și Gura Gărbăvoțului.

## Biodiversitate
Situată în ecoregiunea de stepă, aria protejată nu include niciun habitat protejat.
La baza desemnării sitului se află mai multe specii protejate:
- amfibieni (2): buhai de baltă cu burtă roșie (Bombina bombina), triton cu creastă (Triturus cristatus)
- mamifere (3): vidră de râu (Lutra lutra), dihor de stepă (Mustela eversmanii), popândău (Spermophilus citellus)
- pești (3): zvârlugă (Cobitis taenia Complex), boarță (Rhodeus amarus), câră (Sabanejewia balcanica)
- reptile (1): țestoasa de baltă (Emys orbicularis)